# Académie Sportive Ayéma Football Club
A Académie Sportive Ayéma Football Club – ou Ayéma FC – nome pelo qual o clube é mais conhecido, é uma agremiação esportiva fundada a 22 de novembro de 2008 e sediada em Sèmè-Kpodji, no Benim. Atualmente disputa a Ligue 1 beninense, correspondente à primeira divisão nacional.